# Сендоу, № 3 (филм, 1894)
"Сендоу, № 3" (на английски: Sandow No. 3) е американски късометражен документален ням филм от 1894 година на режисьора Уилям Кенеди Диксън с участието на Юджин Сендоу, заснет от компанията на Томас Едисън, Едисън Манюфакчъринг Къмпъни като част от поредица от три филма, заедно със Сендоу, № 1 и Сендоу, № 2.

## В ролите
- Юджин Сендоу[2]